# Euphycus beybienkoi
Euphycus beybienkoi är en tvåvingeart som beskrevs av Zaitzev 1979. Euphycus beybienkoi ingår i släktet Euphycus och familjen stilettflugor. Inga underarter finns listade i Catalogue of Life.